# Emil Friedman
Emil Friedman Kossuth (Praga, República Checa, 24 de mayo de 1908-Caracas, Venezuela, 24 de abril de 2002) fue un músico y profesor checo, y fundador del Colegio Emil Friedman de Caracas, Venezuela.

## Inicios
Friedman nacido en el seno de una familia hebrea desde muy niño se interesó por la música. Al cumplir los 17 años recibe el título de Profesor Ejecutante de Violín, en el Conservatorio de Música de Praga. Realiza giras por Europa, Australia, Hong Kong, Turquía, Israel y Egipto.
En 1933 recibe el título de Doctor en Leyes Públicas, en la Universidad Carolina de Praga. Dos años más tarde recibe el doctorado en Filología Clásica, Latín y Griego en la Universidad de Cambridge, Inglaterra y en 1936, recibe el Doctorado Ivris de la Universidad Carolina de Praga.
De 1935 a 1939, se desempeñó como concertista en Australia y Europa donde recibió grandes elogios, sin embargo al ver a su país ocupado por el régimen nazi, viajó a Polonia, junto con otros 40 músicos huyendo de las leyes antisemitas y de las exigencias y perspectivas de un autoritarismo creciente. Luego, en 1945 decidió partir con su preciado instrumento a tierras latinoamericanas específicamente en Venezuela, Maracaibo para seguir la carrera que siempre había deseado.

## En Venezuela
Estuvo en Venezuela más de 50 años hasta su muerte, fue director de la Academia de Música del Estado Zulia cargo en el que estuvo hasta 1948. Allí dirige el Cuarteto Maracaibo y funda la Sociedad Zuliana de Conciertos; la primera orquesta de cuerdas del estado, agregándose las sedes de San Cristóbal, Valencia y Caracas.
Intuye la necesidad de formar pedagogos musicales, para aprovechar el gran talento musical natural del venezolano y dar la oportunidad a los niños de edad escolar de experimentar con un instrumento clásico como el violín. Bajo estos ideales funda en 1949, el Kindergarten Musical Emil Friedman.
En 1953 contrae matrimonio con la profesora Elvia Elisa Argúello Landaeta, maestra y pianista zuliana con quien emprende una noble tarea educativa bajo el lema: No hay cultura sin cultura musical.  El kindergarten se transformó luego en el Colegio Emil Friedman que sirvió de inspiración para la creación del Sistema Nacional de Orquestas Juveniles e Infantiles de Venezuela. 
Hoy más de 1800 alumnos reciben una educación integral, junto con las materias contempladas en los programas del Ministerio de Educación de Venezuela, se estudian otras de igual importancia para la formación integral: la Música en sus diferentes manifestaciones como también las Artes Plásticas, la Informática y los Deportes. Durante toda su vida al servicio de la educación, el Maestro ha mantenido una filosofía:

"La educación debe desarrollar el sentimiento a través de las artes, la mente con la ciencia y el cuerpo con los deportes"

Según Friedman la música abre un camino muy especial y expedito para ir desarrollando el sentimiento de los niños y la sensibilidad y motivación hacia otras manifestaciones artísticas.

## Vida personal
Esposo de Elvia Argüello de Friedman.

## Premios y condecoraciones
Su trabajo constante, como forjador de nuevas generaciones musicales, ha sido reconocido: 
- En 1986, fue condecorado con la Orden Andrés Bello, Banda de Honor.
- En 1987, recibe la Orden Diego de Losada en su Primera Clase.
- En 1993, recibió el Premio Nacional de Música de Venezuela.
- En septiembre de 1997, el gobierno de la República Checa le otorga el premio Gratias Agit, por la divulgación del buen nombre de la República Checa en el Mundo.
- En 1998, recibe la máxima distinción de la Universidad Simón Bolívar en Venezuela: El doctorado honoris causa, al haber dedicado la mayor parte de su vida a la formación de niños y jóvenes venezolanos.

Hoy su vida esta signada a los espacios del colegio que lleva su nombre:

"Para los niños, él es el abuelito, la figura que desborda cariño, lecciones, caramelos. pero lo más importante que este en su corazón es el amor y cariño de Dios. Para los adolescentes él es, "el profe Friedman", fuente constante de ejemplos y consejos. Para los adultos, él es, el Maestro, el escritor de sabias reflexiones, el músico depurado y vigoroso, el Maestro generoso."